# Biblioteca Pública de Ottawa
La Biblioteca Pública de Ottawa (en inglés, Ottawa Public Library, acrónimo OPL), es el sistema bibliotecario de la capital canadiense, y la más grande biblioteca bilingüe (inglés y francés) de América del Norte. Fue fundada en 1906, gracias a una donación de la Fundación Carnegie. Posee más de dos millones de ejemplares en sus varias sucursales. Provee servicios de información y referencia, acceso a bases de datos, servicios de asesoría al lector, programas de entrega a domicilio, préstamo interbibliotecario, etc.